# Vạn Hòa, thành phố Lào Cai
Vạn Hòa là một xã thuộc thành phố Lào Cai, tỉnh Lào Cai, Việt Nam.
Xã Vạn Hòa có diện tích 20,36 km², dân số năm 1999 là 1.773 người, mật độ dân số đạt 87 người/km².